# واراگاوانک
واراگاوانک (ارمنی: Վարագավանք; انگلیسی: Varagavank) یک صومعه حواری ارمنی واقع در Yukarı Bakraçlı، در استان وان ترکیه کنونی می‌باشد. این بنا به سبک معماری ارمنی طراحی شده‌است.

## نگارخانه

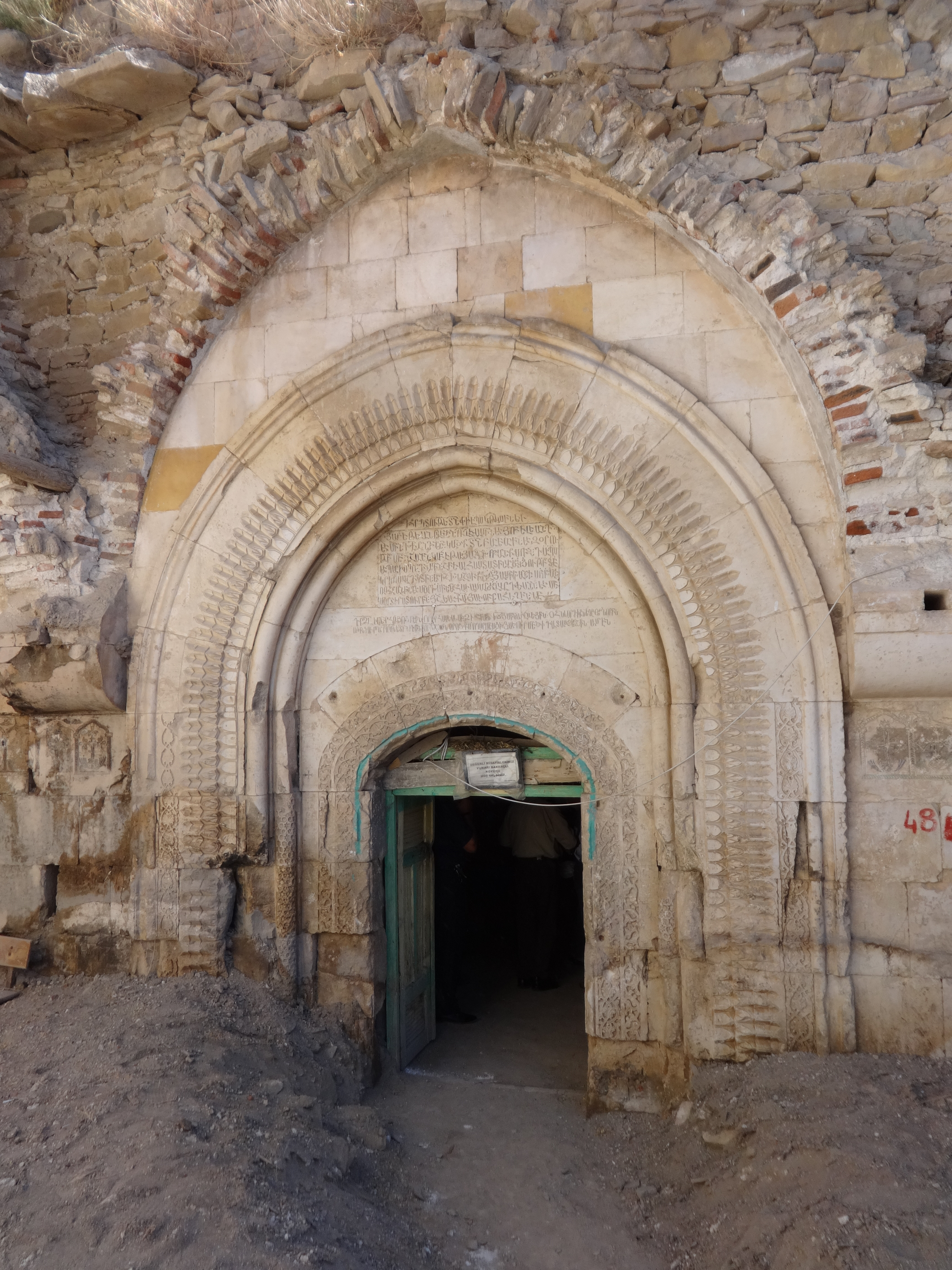
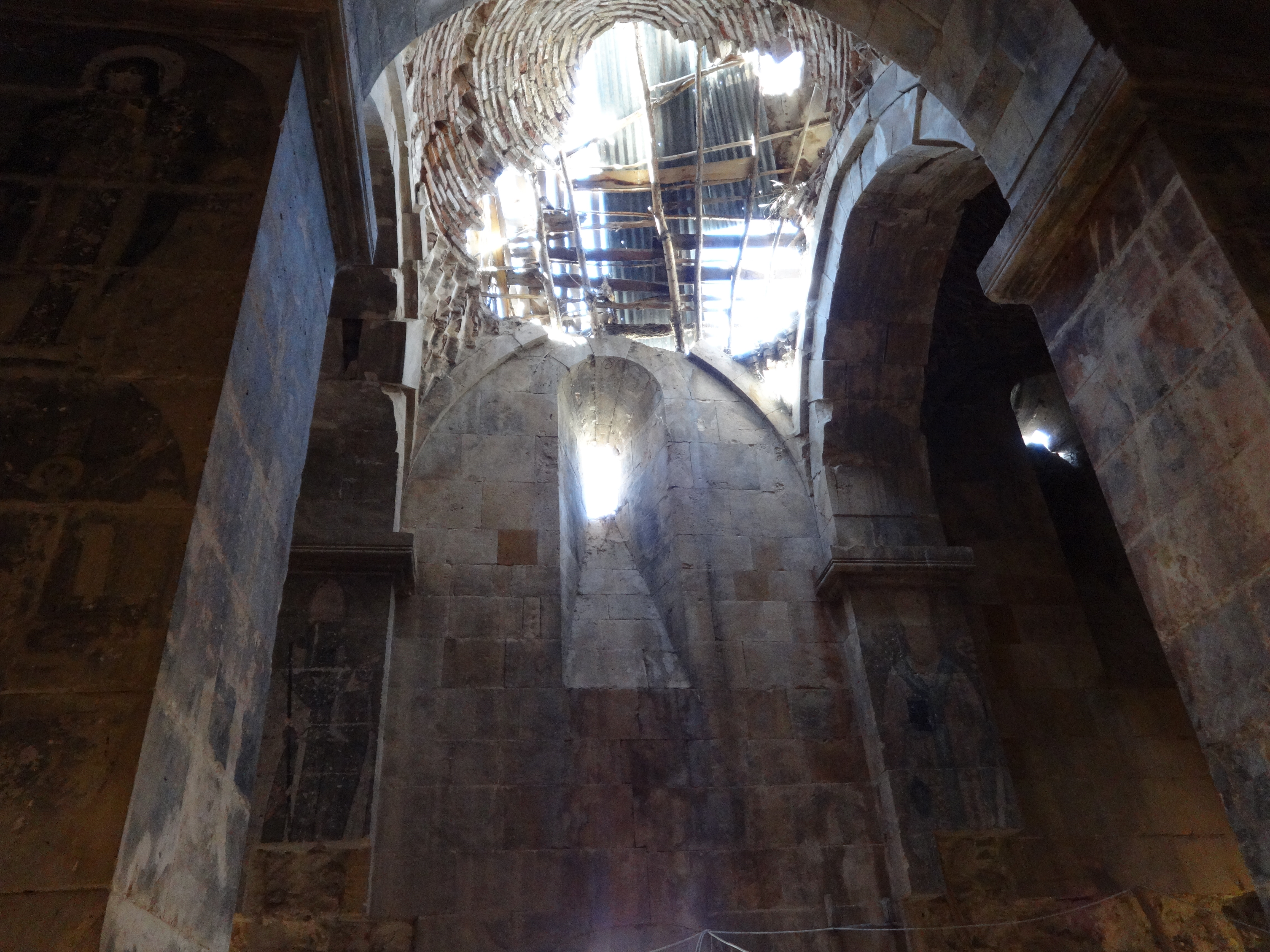
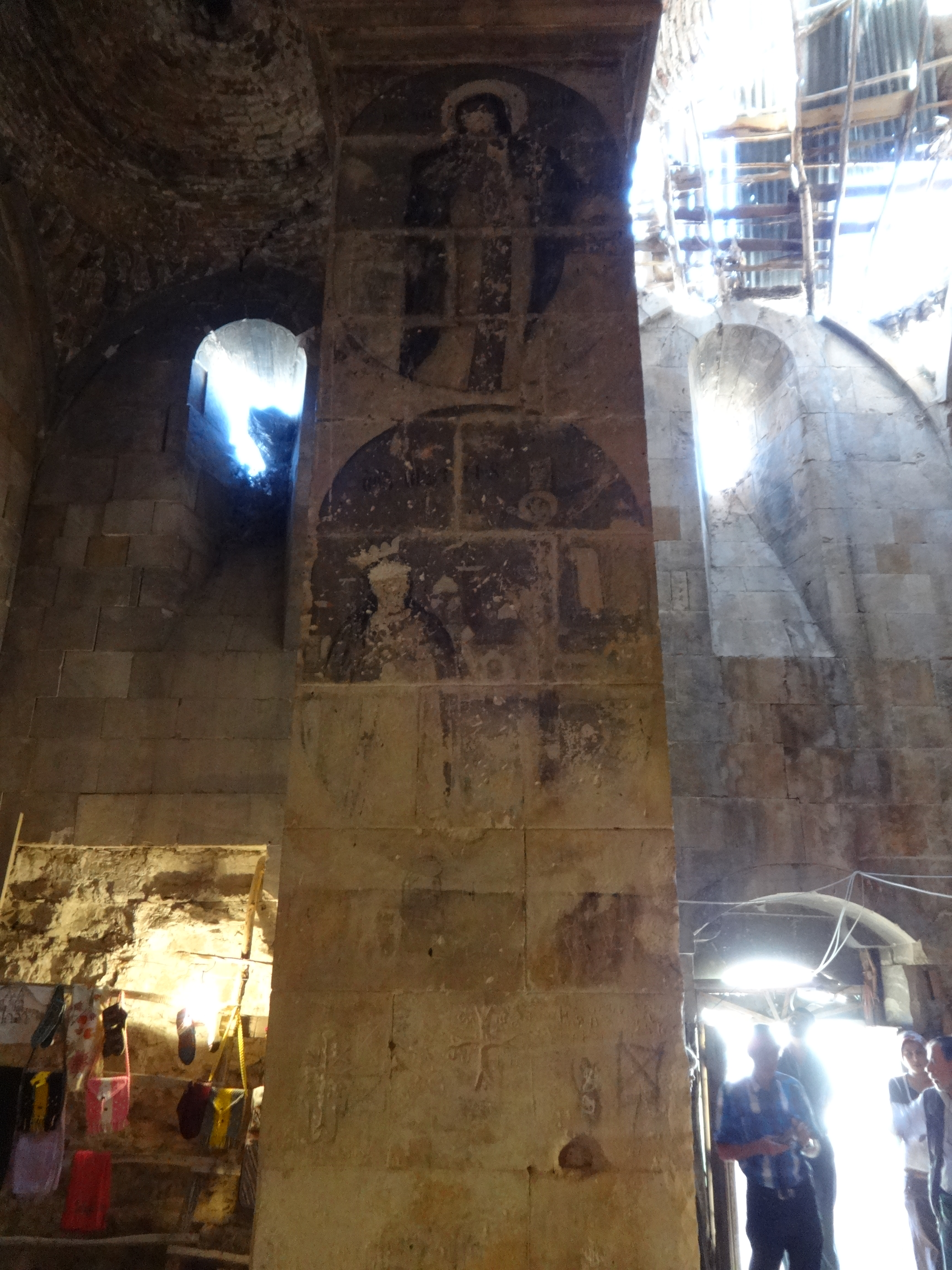
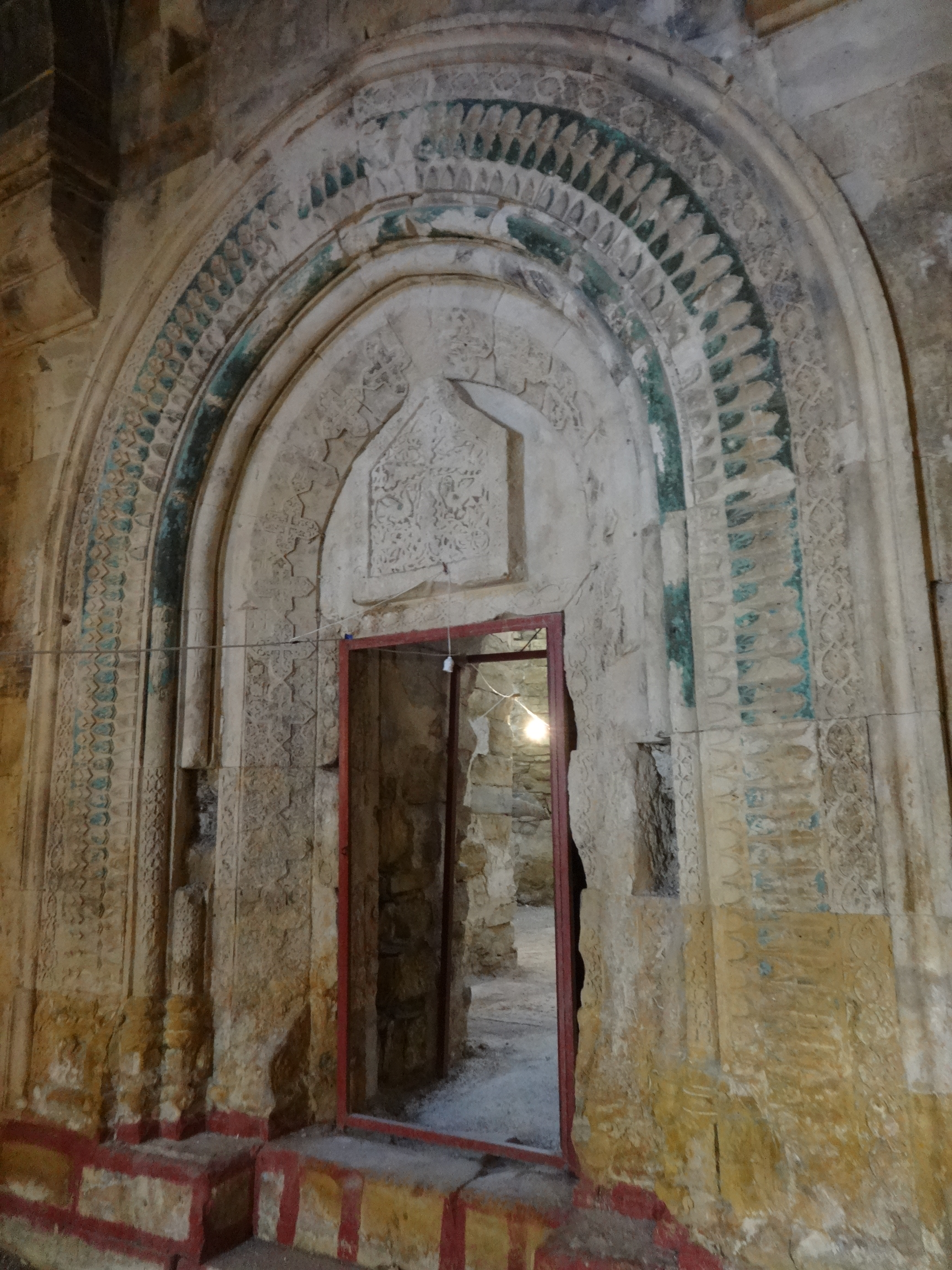
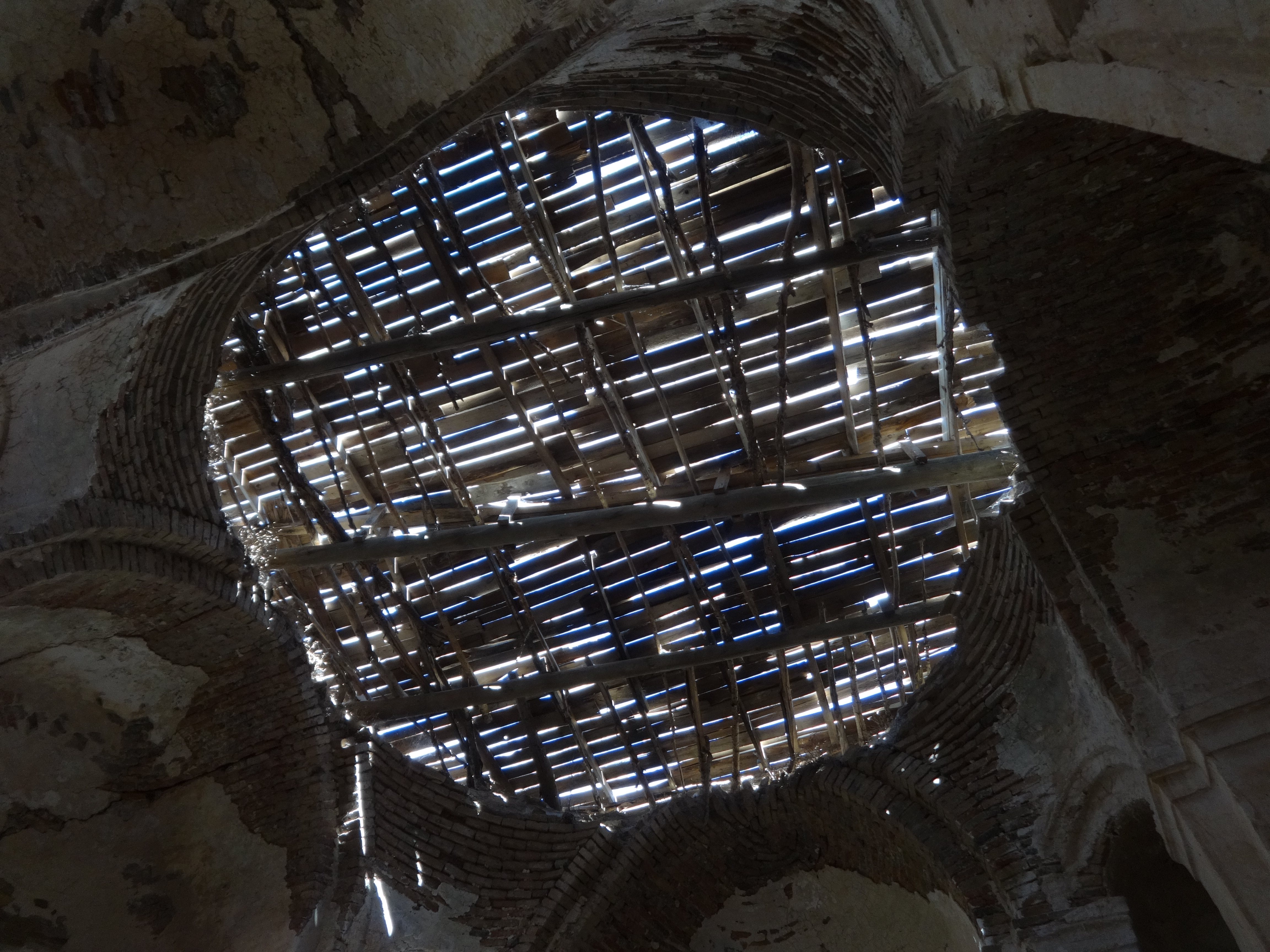
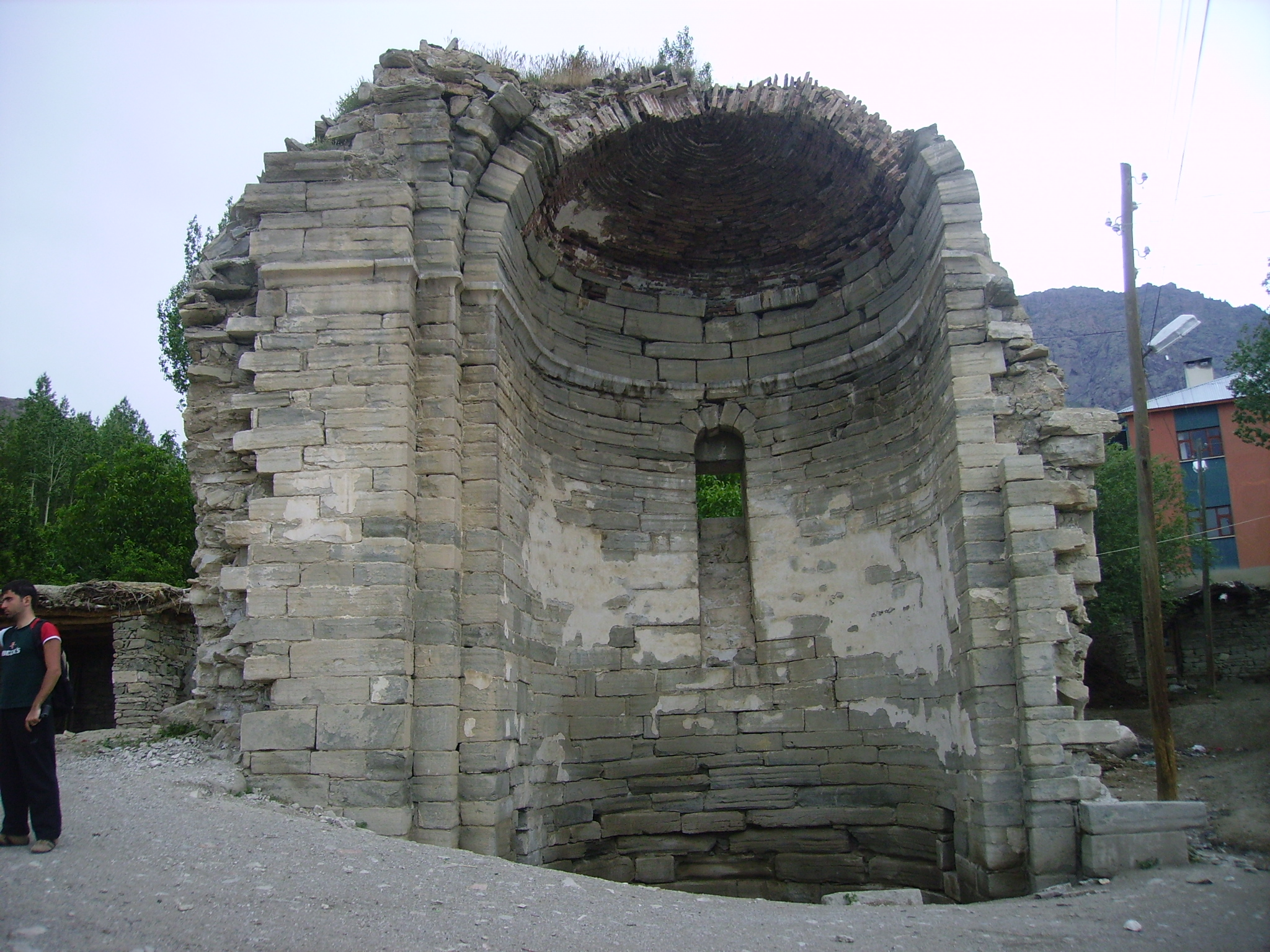
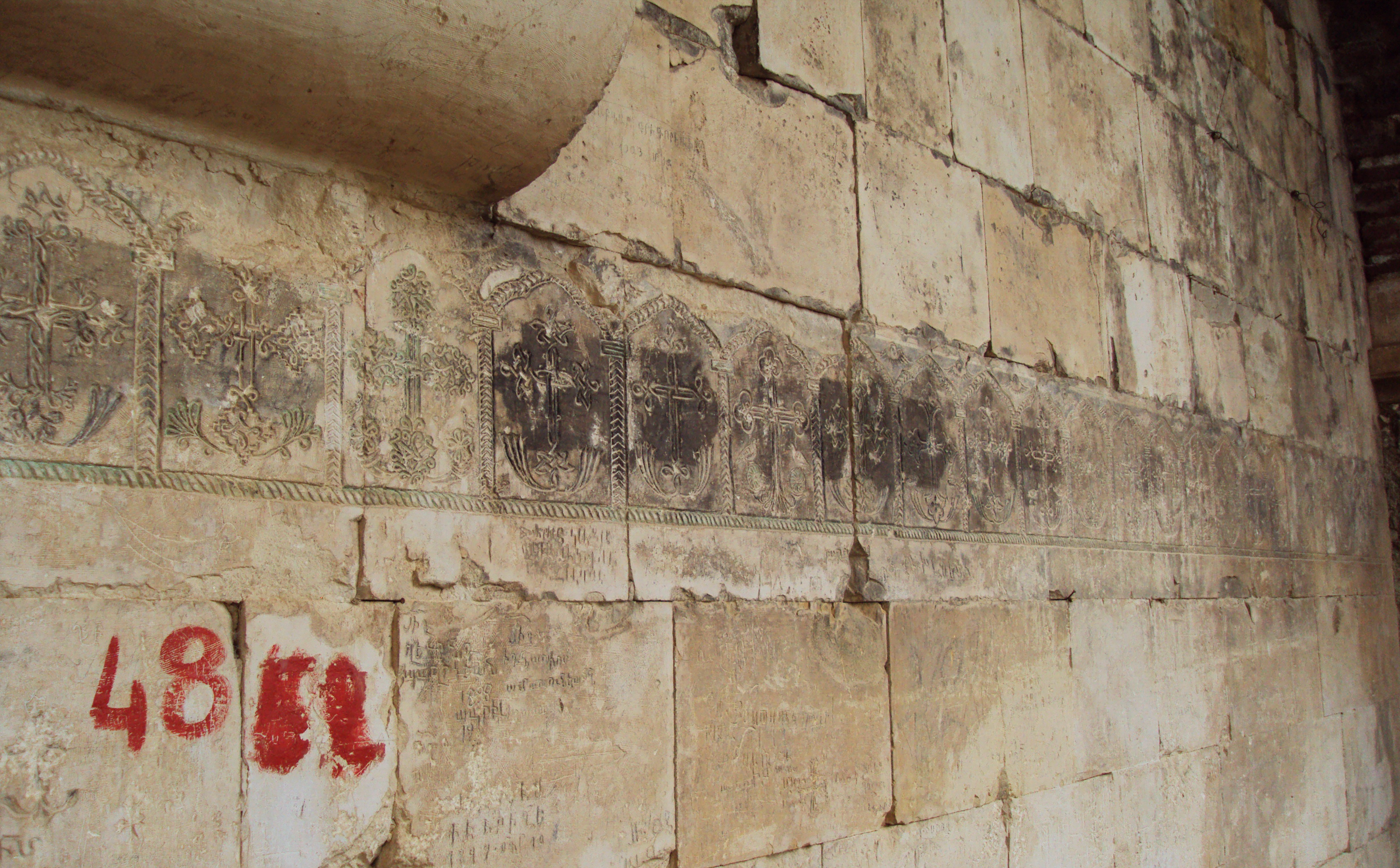
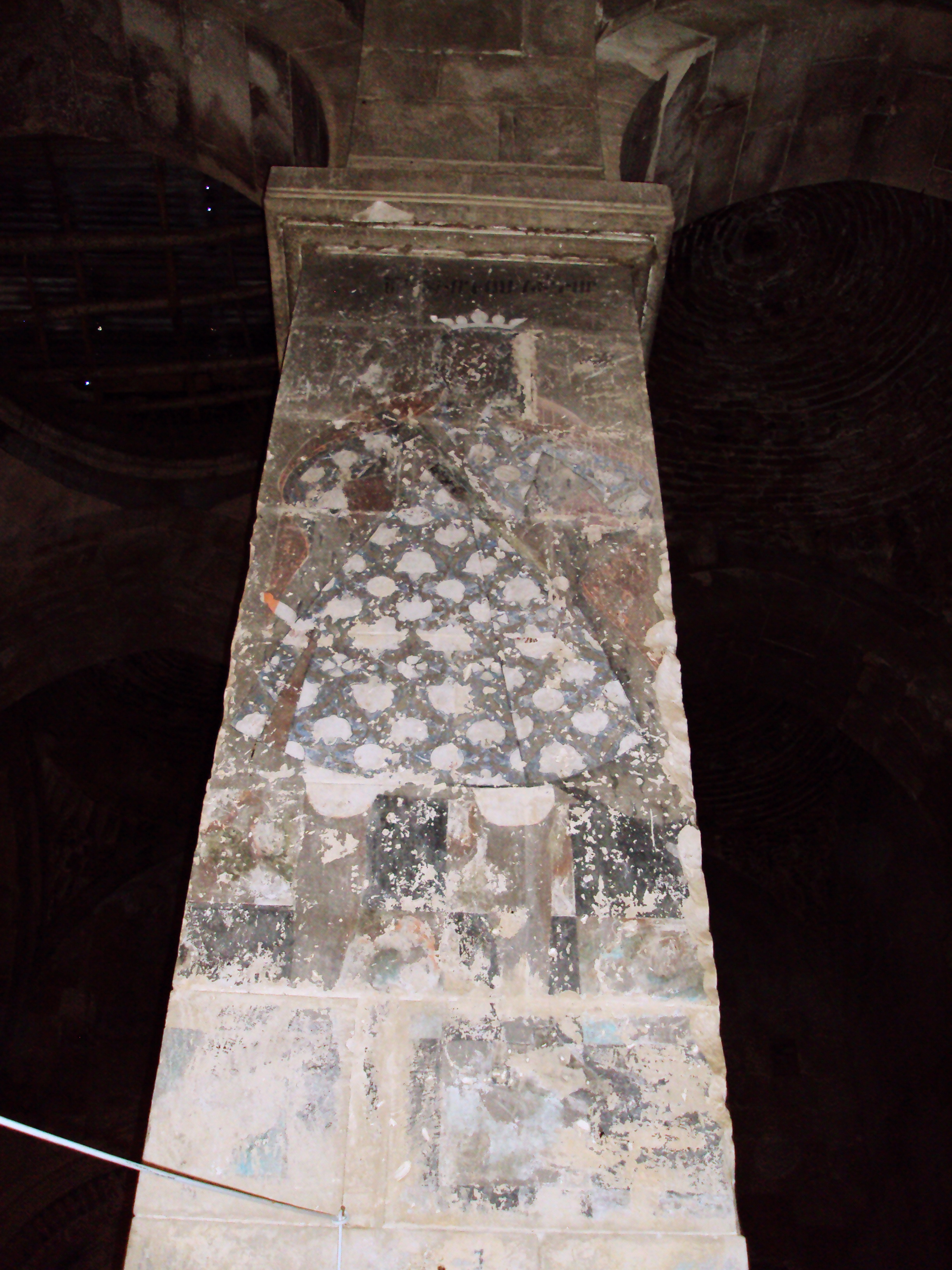
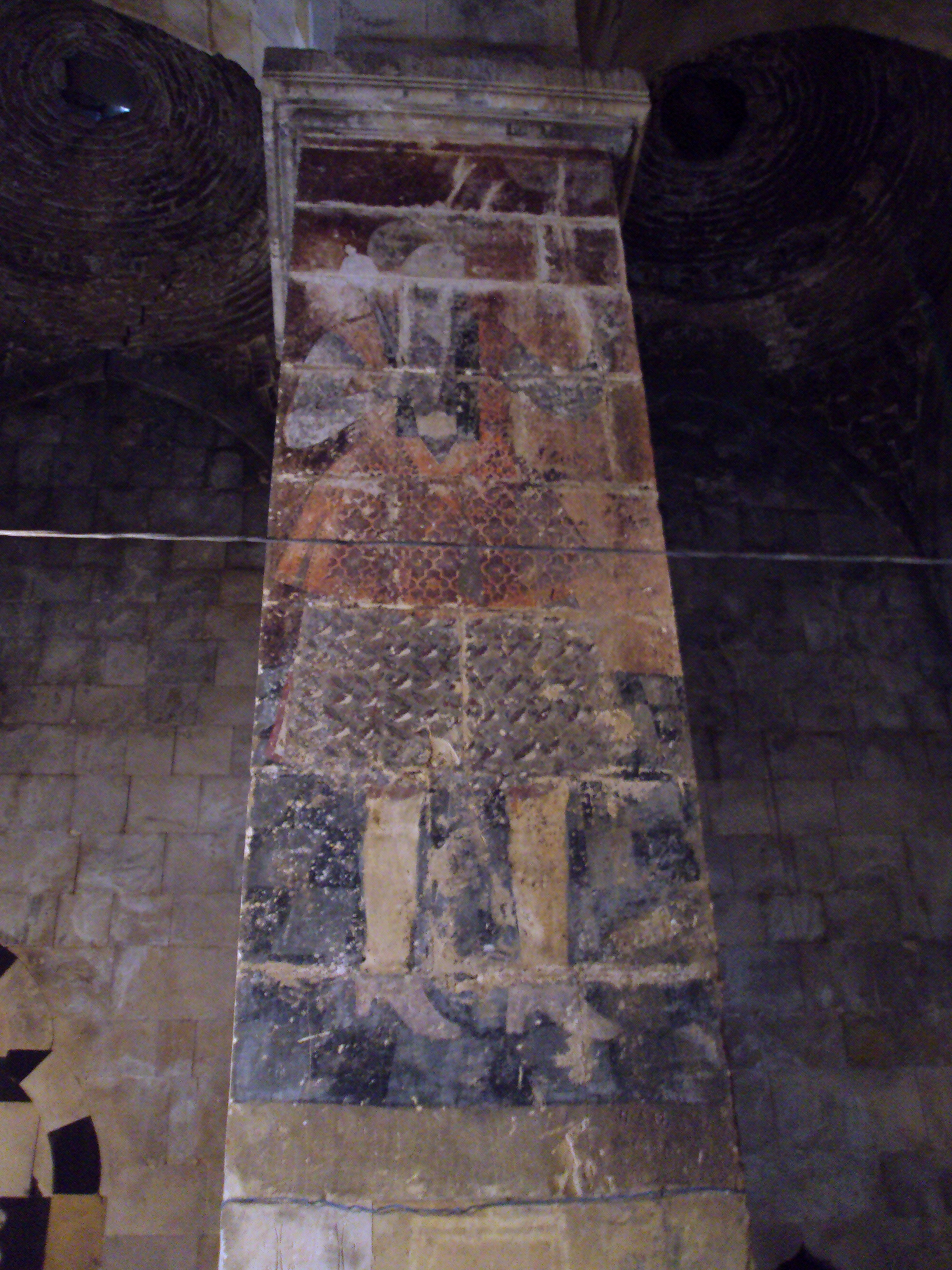
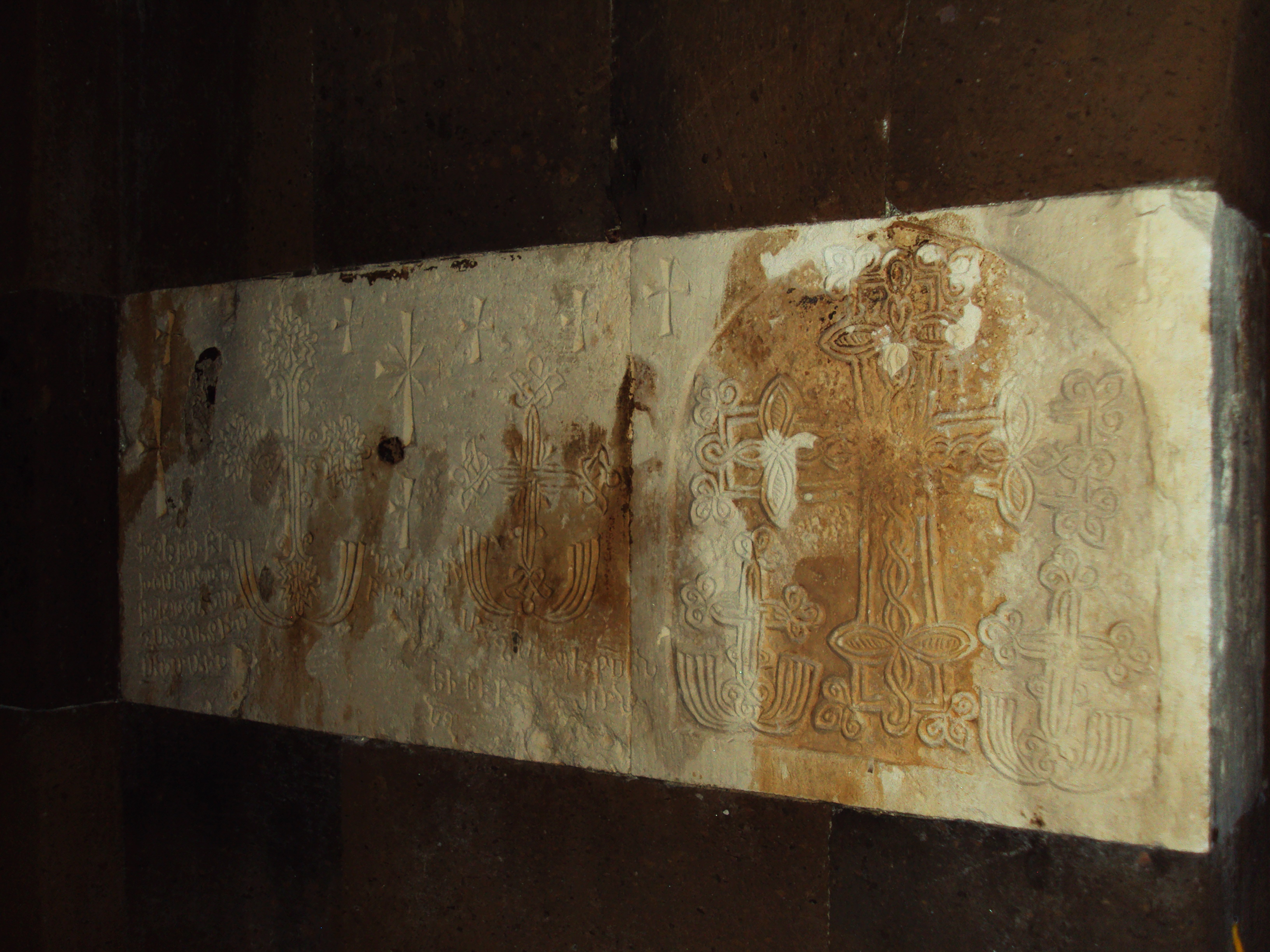
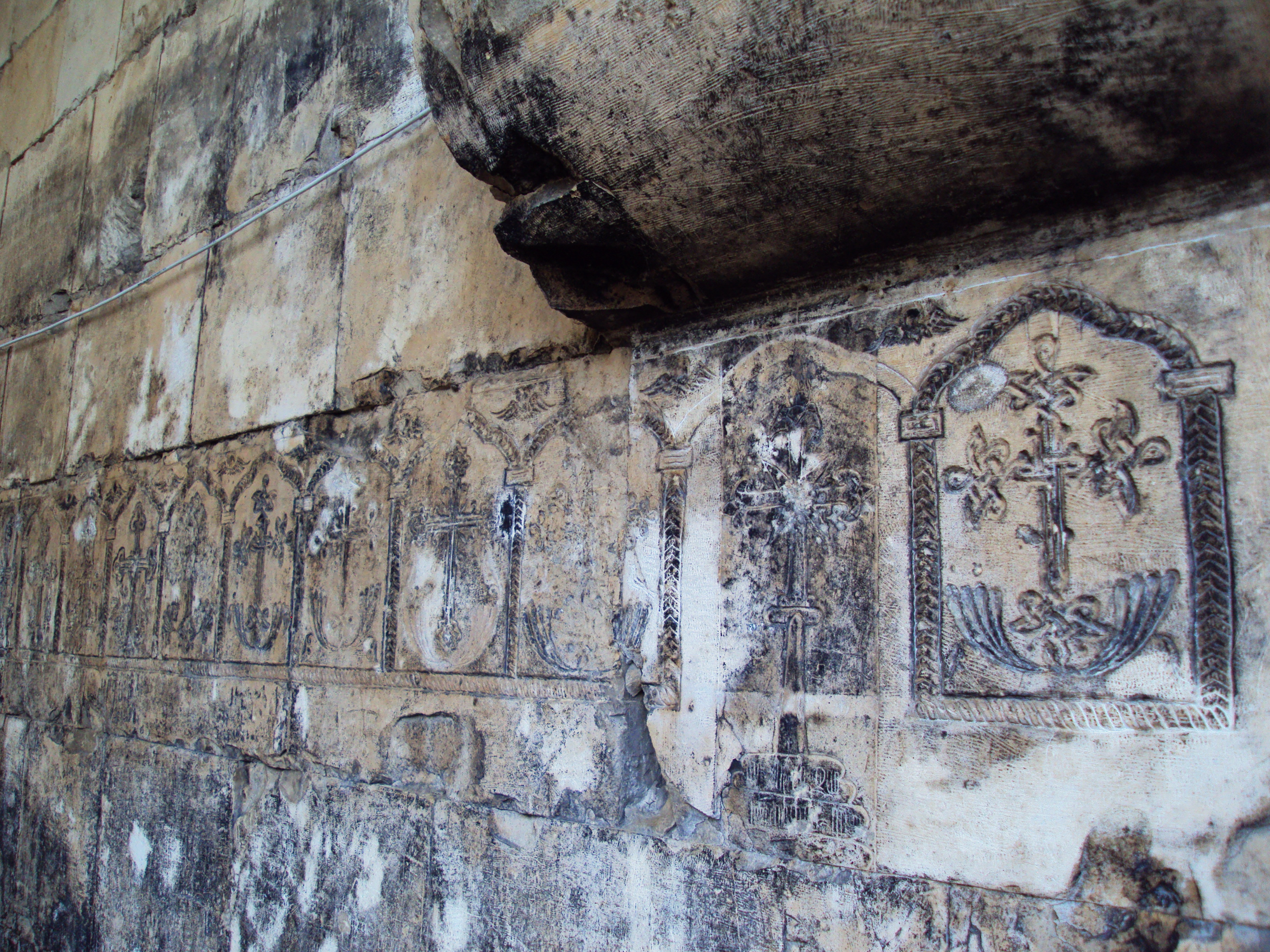
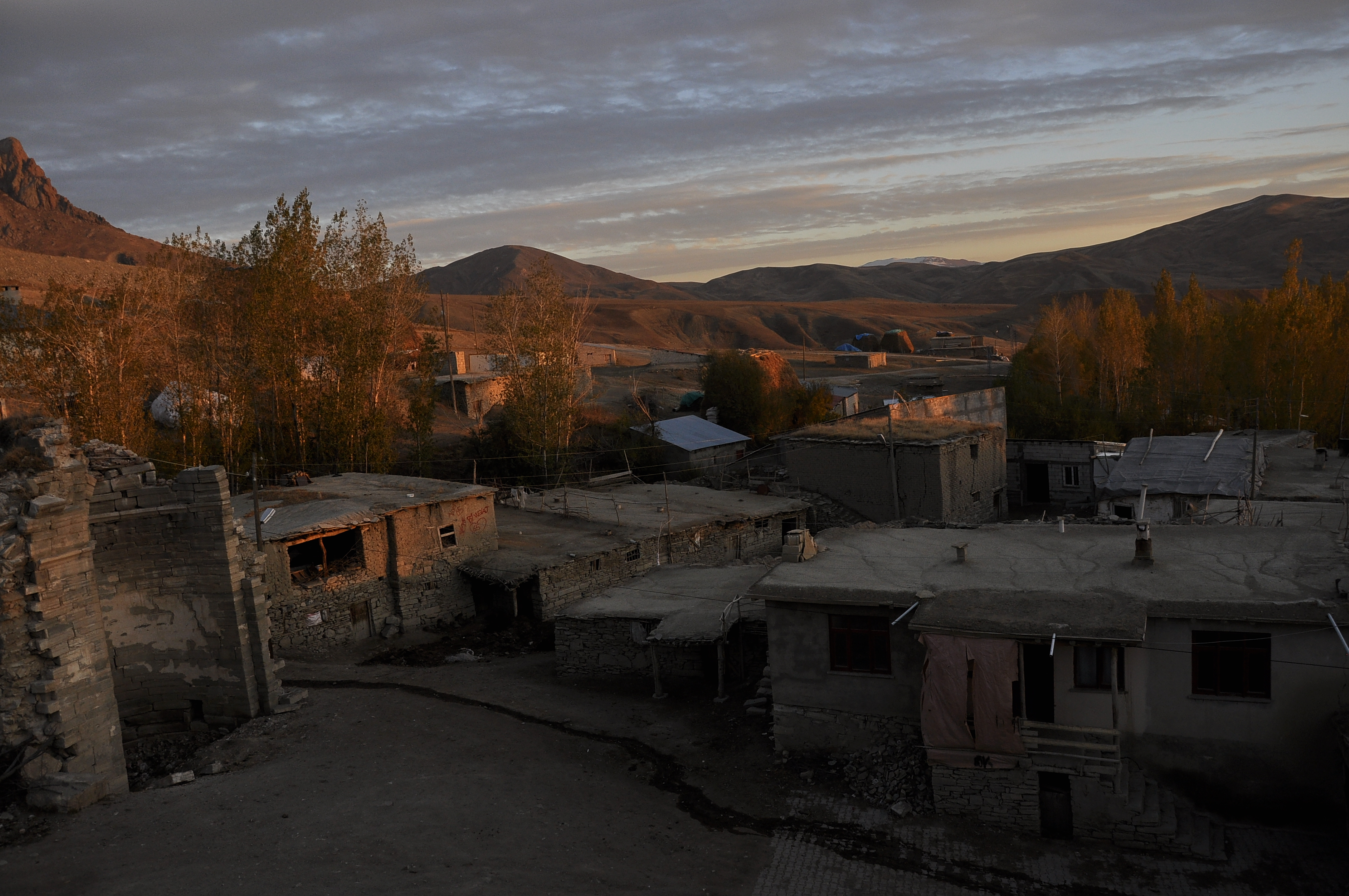